# Lamaran
Lamaran is een bestuurslaag in het regentschap Serang van de provincie Banten, Indonesië. Lamaran telt 3924 inwoners (volkstelling 2010).